# Ostland (Borkum)
Ostland ist ein Ortsteil der ostfriesischen Stadt Borkum im Landkreis Leer in Niedersachsen. Er ist neben der Kernstadt und Reede einer von drei Ortsteilen Borkums.

## Geografie
Die Siedlung liegt etwa vier Kilometer ostnordöstlich der Kernstadt auf einer Höhe von 4 m ü. NHN. Die Böden im Bereich des Ostlandes bestehen in der Hauptsache aus Regosol und Kleimarsch, zu einem geringen Teil auch aus Gley.

## Geschichte

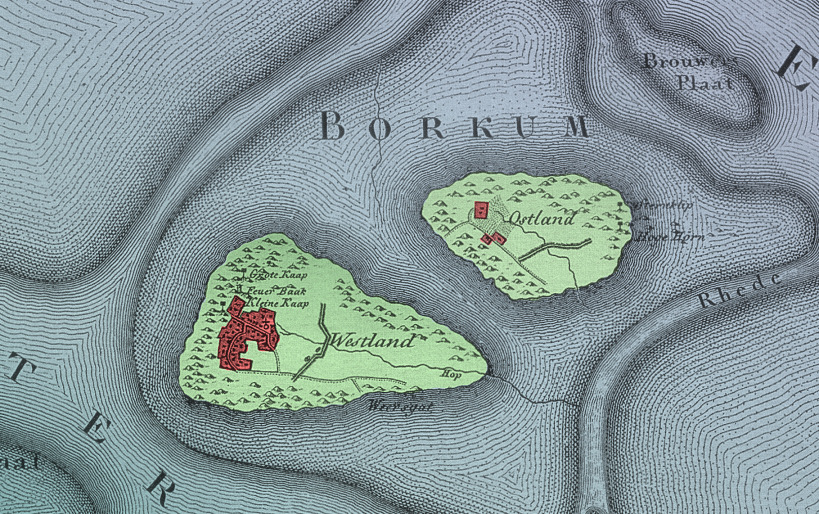
Die beiden Inselteile auf der Karte Borkums von Karl Ludwig von Le Coq, 1805

Erstmals wird das Ostland 1650 urkundlich erwähnt. Im Dezember 1752 begann die Besiedelung des Gebietes. Steffen Akkermann, Sohn des Borkumers Rolof Steffens Akkermann, erhielt die Genehmigung, dort eine Schafhürde zu errichten. Im Jahre 1848 standen im Ostland fünf Wohngebäude, in denen 36 Personen lebten. Noch 1863 bestand Borkum aus zwei separaten Inseln, Westland und Ostland, die durch einen Priel voneinander getrennt waren. Um die beiden Teile miteinander zu verbinden, wurde  zwischen 1862 und 1864 der Tüskendörwall (heute Hindenburgdamm genannt) aufgeschüttet.

## Wirtschaft und Infrastruktur
Im Ort steht eines von zwei Wasserwerken der Stadtwerke Borkum, die Wasser aus der Süßwasserlinse fördern. Das Wasserwerk auf Ostland ist ein reines Förderwasserwerk – das Trinkwasser wird hier durchgeleitet, um es im Wasserwerk an der Hindenburgstraße in der Kernstadt zu sammeln. Der dortige Speicher mit 2000 Kubikmetern gewährleistet die Grundversorgung der Insel.
Von Ostland verkehren täglich mehrere Busse in die Kernstadt und nach Reede.